# Сизьово (Слободський район)
Сизьо́во (рос. Сизёво) — присілок у складі Слободського району Кіровської області, Росія. Входить до складу Карінського сільського поселення.
Населення становить 16 осіб (2010, 35 у 2002).
Національний склад станом на 2002 рік — удмурти 100 %.